# G’Five

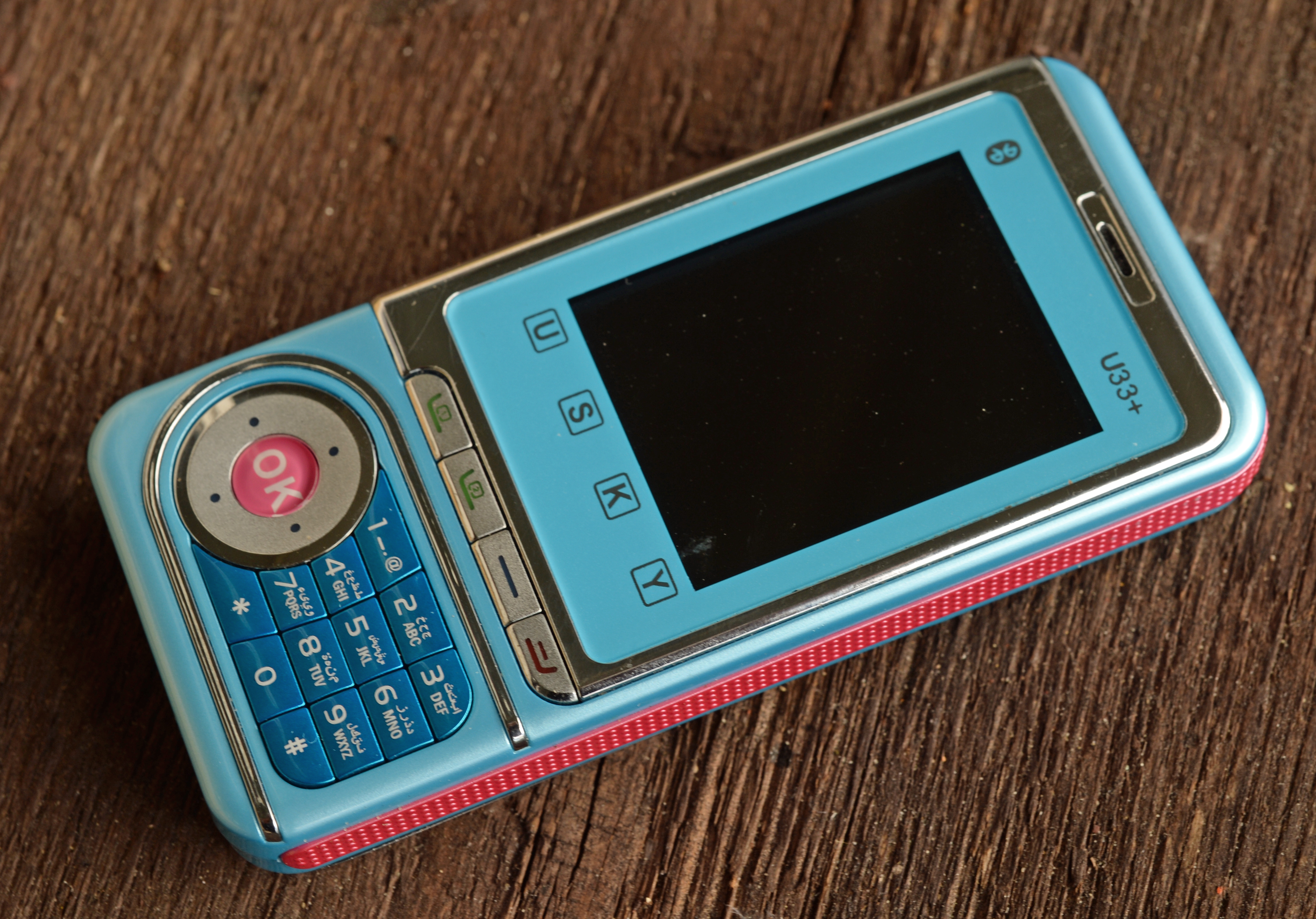
Telefon komórkowy G’Five U33

G’Five International Ltd. (chiń. 基伍国际有限公司) – chińskie przedsiębiorstwo elektroniczne, zajmujące się produkcją urządzeń mobilnych. Zostało założone w 2003 roku, a swoją siedzibę ma w Shenzhen (prowincja Guangdong). Przedsiębiorstwo jest zarejestrowane w Hongkongu.
Oferta przedsiębiorstwa obejmuje telefony komórkowe i akcesoria mobilne. Urządzenia G’Five są sprzedawane przede wszystkim na rynkach wschodzących.
Pierwotnie przedsiębiorstwo zajmowało się produkcją komponentów mobilnych, a następnie przekształciło się w producenta OEM, wytwarzającego urządzenia sprzedawane pod innymi markami. W 2008 roku zapoczątkowano międzynarodową markę G’Five. Produkty G’Five zostały wprowadzone na rynek m.in. w Indiach, Egipcie i Brazylii.
Według badania Gartnera w 2010 roku przedsiębiorstwo znajdowało się w pierwszej dziesiątce największych producentów telefonów komórkowych pod względem sprzedaży. Marka miała pięcioprocentowy udział w indyjskim rynku smartfonów (po Nokii i Samsungu).